# Vilatuge
Vilatuxe (oficialmente San Lourenzo de Vilatuxe) es una parroquia española del municipio de Lalín, perteneciente a la provincia de Pontevedra, en la comunidad autónoma de Galicia. En 2022, tenía empadronados 449 habitantes.